# أغناج
أغناج هي قصبة نسبة إلى القائد محمد أغناج الحاحي (1792 – 1822). حيث قاد هذا الأخير حملة عسكرية لبسط السيطرة على وادي ماسة (بأمر من السلطان مولاي سليمان)، وقرر تشييد معسكره في هذا المكان كي تسطيع قواته الاستفادة بسهولة من مياه العين الزرقاء.

## تاريخ
نبذة تاريخية:
هي من أقدم القصبات التاريخية بتيزنيت، وتقع بمحاذاة العين الزرقاء، حيث تعلوه بعدة أمتار فقط. وتبلغ مساحتها الإجمالية 6704 م ² ، وعدد أبراجها خمسة. تنسب القصبة إلى القائد الحاحي محمد أغناج، الذي قام بحملة على سوس بإيعاز من المولى سليمان سنة 1810 م، وكان قد إتخذ تيزنيت أنذاك مركزا ومنطلقا لتثبيت سلطة المخزن على مجموع مناطق سوس.
 وقد اضطلعت القصبة بدور تجميع القوات العسكرية التي كانت تستهدف إضعاف نفوذ إيليغ بالمنطقة، كما استعملت كقاعدة لضبط الأمن محليا.
 تسجل الوثائق أنه في عهد محمد بن عبد الله هيمن القائد محمد بن أحمد الدليمي على أزغار تيزنيت. وكان للبلدة الدور المهم في ذلك، حيث استعملت كقاعدة لتوجيه واستقبال الحملات التي يرسلها القائد المذكور إلى كل من أكلو وجان، الساحل. كما مر بها المولى سليمان أثناء زيارته للجنوب المغربي سنة 1222هـ / 1807 وكانت مناسبة جدد فيها ظهائر التوقير والاحترام لورثة سيدي عبد الرحمان الخنبوبي) (تاريخ الضعيف:341)

وفي عهده أيضا قام القائد محمد أغناج الحاحي بحملة على سوس سنة 1810، مستهدفا مركز إيليغ. وكانت دعامته الأساسية في ذلك قبائل الأزغار، من لف «تحكات» وتنسب إليه القصبة القديمة قرب العين الزرقاء داخل البلدة (Justinard P 337)

وقد استعملت مرافق القصبة لسنين كسجن مدني، واستغل جزء منها إلى بداية القرن الواحد والعشرين كمستودع بلدي وكمركز للتكوين المهني، لكن المجلس البلدي استعاد مرافق القصبة مؤخرا لترميمها في أفق تجهيزها لتستقبل متحفا للتراث في إطار برنامج لإعادة الاعتبار للنواة التاريخية الأولى للمدينة حول قطب العين الزرقاء والجامع الكبير.

موقع تيزنيت ساعدها على مر السنين على استقطاب الصياغة من المراكز الموجودة في المناطق الجبلية المجاورة والذين أحضروا معهم خبراتهم وأسرارهم المتوارثة في فن صناعة الحلي. كل هذا الإرث الحرفي والمعرفي يحتاج إلى مجال وإطار لتلقينه والحفاظ عليه.